# Stillahavsplattan

På denna karta över jordens tektoniska plattor är Stillahavsplattan ljusgul

Stillahavsplattan är den största av jordens tektoniska plattor. Den finns under huvuddelen av Stilla havet och har en utsträckning av 103 miljoner kvadratkilometer.
Stillahavsplattan ligger över en hetfläck som inte är nära plattans rand. Denna hetfläck har producerat ögruppen Hawaii.